# Geo Jackson

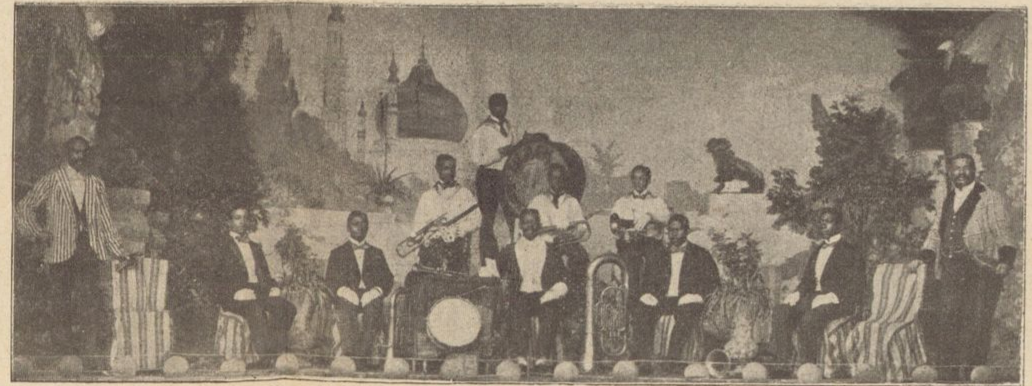
Geo Jacksons orkester på Berns i Stockholm, Figaro 1898-12-10

George "Geo" Jackson, född 1863 i Michigan, död 7 maj 1907, var en amerikansk musiker, komiker och estradör som var framgångsrik i norra Europa kring sekelskiftet 1900.
Jackson lärde sig först till frisör, men övergick snart till nöjesbranschen. Som ung turnerade han i USA med The Original Georgia Minstrels, ett varietésällskap med svarta aktörer som uppträdde för vit publik med sång och dans, komedi och akrobatik. Våren 1891 for Jackson, tillsammans med ett fyrtiotal andra framstående svarta underhållare, på Europaturné med William Foote’s African-American Character Concert Company, och senare James Dodd & Company's Colored Troupe. När de flesta av artisterna reste tillbaka till USA stannade Jackson i Danmark, där han mött en entusiastisk publik. Han gifte sig så småningom i Köpenhamn och fick en son.
Jackson turnerade i nästan 20 år i Europa och uppträdde ofta i Sverige, gärna på varietéscener som Lorensberg i Göteborg och Novilla i Stockholm. Jackson sjöng, ensam eller tillsammans med andra ”färgade minstrels”, och gjorde sig känd för låtar som “Oh mama” och “Jackson best”. Han ledde ett tiomannaband på Berns salonger, dansade sand-gigg och var med om att introducera cakewalk i Europa. Under 1800-talets sista år turnerade han också med stor framgång med en svart orkester i Norge.